# Fritzerkogel
De Fritzerkogel is een bergtop in het Tennengebirge in de Noordelijke Kalkalpen. 

## Beklimmen
Hoewel de Fritzerkogel een veel bezochte top is, is hij niet gemakkelijk te beklimmen, en eerder een zaak voor ervaren alpinisten. De mogelijke gevaren zijn plots opkomende mist en storm, waardoor een klimmer kan verdwalen. Om naar de Laufener Hütte te klimmen, wordt meestal gestart in Abtenau. 